# Marmande (rivière)
Pour les articles homonymes, voir Marmande.
La Marmande est une petite rivière française, affluent du Cher en rive droite, et donc sous-affluent de la Loire. Elle coule dans les départements de l'Allier, puis du Cher.

## Géographie
De 45,7 km de longueur, elle prend sa source à Cérilly, au sud de la forêt de Tronçais, dans le département de l'Allier. Après avoir traversé cette forêt où elle alimente l'étang de Pirot (créé entre 1842 et 1852 pour alimenter le canal de Berry), elle entre dans le département du Cher, et se jette dans le Cher, à Saint-Amand-Montrond après avoir croisé à niveau le canal de Berry. À l'intersection se situe un déversoir, par lequel la Marmande peut continuer son cours vers le Cher. Ce déversoir sert aussi à écrêter le niveau du canal à cet endroit.

## Communes traversées
La Marmande traverse sept communes
- Département de l'Allier : Cérilly, Isle-et-Bardais, Ainay-le-Château
- Département du Cher : Charenton-du-Cher, Orval, Saint-Amand-Montrond, Saint-Pierre-les-Étieux.

## Affluents
La Marmande a neuf affluents référencés
La Marmande a un affluent important d'une longueur de 25 km, la Sologne. Elle est également alimentée par le Chandon, la Couelle et le Chignon.

## Hydrologie
Comparée aux autres cours d'eau du bassin de la Loire, la Marmande est une rivière peu abondante.
Son débit a été observé sur une période de 23 ans (1985-2007), à Saint-Pierre-les-Étieux, localité toute proche de son confluent avec le Cher à Saint-Amand-Montrond. Le bassin versant de la rivière y est de 220 km2 soit la presque totalité de celui-ci.
Le module de la rivière à Saint-Pierre-les-Étieux est de 1,08 m3/s.
La Marmande présente des fluctuations saisonnières de débit assez marquées, avec une période de hautes eaux d'hiver portant le débit mensuel moyen à un niveau situé entre 1,4 et 2,35 m3/s, de décembre à avril inclus (avec un maximum en février). Dès avril le débit diminue progressivement pour aboutir à la période des basses eaux qui se déroule de juin à octobre, avec une baisse du débit moyen mensuel jusqu'à 0,194 m3/s au mois d'août, ce qui reste assez consistant pour un aussi petit cours d'eau. Cependant les fluctuations de débit peuvent être plus importantes d'après les années et sur des périodes plus courtes.
À l'étiage le VCN3 peut chuter jusque 0,033 m3/s, en cas de période quinquennale sèche,
soit 33 litres par seconde, ce qui est assez sévère, mais normal comparé à la moyenne des cours d'eau du bassin du Cher.
Les crues peuvent être importantes compte tenu de la petitesse du bassin versant (par exemple la crue de 1977), mais sans commune mesure avec celles de l'Aumance, sa voisine, dont le bassin plus proche du massif central est nettement plus arrosé. Les QIX 2 et QIX 5  valent respectivement 12 et 18 m3/s. Le QIX 10 est de 22 m3/s, le QIX 20 de 26 m3/s, tandis que le QIX 50 se monte à 31 m3/s.
Le débit instantané maximal enregistré à Saint-Pierre-les-Étieux durant cette période, a été de 24,3 m3/s le 5 mai 2001, tandis que le débit journalier maximal enregistré était de 20,1 m3/s le 4 février 2003. Si l'on compare la première de ces valeurs à l'échelle des QIX de la rivière, l'on constate que cette crue était d'ordre intermédiaire entre décennal et vicennal, et donc destinée à se reproduire assez fréquemment.
La Marmande est une rivière peu abondante. La lame d'eau écoulée dans son bassin versant est de 166 millimètres annuellement, ce qui est nettement inférieur à la moyenne du bassin de la Loire (244 millimètres), mais aussi moins élevé que la moyenne du bassin du Cher (223 millimètres à Tours). Le débit spécifique de la rivière (ou Qsp) atteint 5,3 litres par seconde et par kilomètre carré de bassin.

## Curiosités - Tourisme
- L'étang-réservoir de Pirot, 400 000 m3, créé pour alimenter le canal de Berry par une rigole d'alimentation.